# RG Snyman
Rudolph Gerhardus Snyman (Potchefstroom, 29 gennaio 1995) è un rugbista a 15 sudafricano, che gioca come seconda linea nel Leinster nello United Rugby Championship. Nel 2019 e nel 2023 ha vinto la Coppa del Mondo con il Sudafrica.

## Biografia
Snyman trascorse tutti gli anni delle giovanili nei Blue Bulls. Nel 2015, Frans Ludeke, allenatore della franchigia collegata dei Bulls, lo incluse nella rosa per affrontare il Super Rugby, ma non scese mai in campo. Nonostante il mancato utilizzo, debuttò comunque nel rugby professionistico lo stesso anno disputando Vodacom Cup e Currie Cup con i Blue Bulls. Inserito nella squadra dei Bulls per il Super Rugby 2016, questa volta fece il suo esordio nel torneo australe giocando come titolare la prima giornata contro gli Stormers. Nella stessa stagione partecipò alla Currie Cup con i Blue Bulls arrivando fino alla finale dove furono sconfitti dai F.S. Cheetahs. Nel 2017 firmò un contratto con gli Honda Heat per giocare la Top League nel periodo di riposo dal Super Rugby, nel quale continuò a scendere in campo con la maglia dei Bulls. Al termine del Super Rugby 2019 posè fine alla sua esperienza nei Bulls, sottoscrivendo un accordo esclusivamente con la squadra giapponese degli Honda Heat dove aveva già militato nel 2017 e nel 2018. Nel gennaio 2020 annunciò il suo trasferimento alla franchigia irlandese del Munster a partire dalla stagione 2020-2021 del Pro14.
La prima esperienza a livello internazionale di Snyman fu la partecipazione al Campionato World Rugby under-20 2015 con la nazionale giovanile sudafricana. L'anno seguente, ebbe un assaggio della nazionale maggiore giocando una partita non valida come presenza internazionale contro i Barbarians al termine del tour di fine anno degli Springboks. Il suo debutto ufficiale con la maglia del Sudafrica avvenne nel 2018 contro l'Inghilterra durante la tournée estiva dei britannici, della quale giocò tutte e tre le partite. Successivamente mancò un solo incontro tra The Rugby Championship 2018 e tour autunnale della nazionale sudafricana. L'anno seguente prese parte alla vittoriosa campagna degli Springboks nel The Rugby Championship 2019. Dopo essere sceso in campo nelle amichevoli pre-mondiale contro Argentina e Giappone, si guadagnò la convocazione per la Coppa del Mondo di rugby 2019. Durante la competizione iridata disputò tutti gli incontri che portarono la nazionale sudafricana a laurearsi campione del mondo.

## Palmarès
- Coppe del mondo: 2
Sudafrica: 2019, 2023
- Rugby Championship: 1
Sudafrica: 2019
- United Rugby Championship: 1
Munster: 2022-23